# Tomaž Naglič
Tomaž Naglič (* 18. Juli 1989 in Kranj) ist ein ehemaliger slowenischer Skispringer.

## Werdegang
Naglič, der im Alter von sieben Jahren 1996 mit dem Skispringen beim Verein SSK Alpina Žiri begann, startete 2004 erstmals bei FIS-Juniorenwettbewerben in seiner Heimatstadt Kranj. 2006 gab er sein Debüt bei FIS-Springen in Eisenerz. Nach einem 51. Platz dort erreichte er kurze Zeit später bei beiden Springen in Einsiedeln mit den Plätzen elf und 15 jeweils gute Platzierungen. Im Juli 2007 startete Naglič in Bischofshofen im FIS-Cup, konnte jedoch mit den Plätzen 23 und 47 nicht überzeugen. Nach weiteren eher mittelmäßigen Ergebnissen bei FIS-Springen startete er ab September 2008 im Alpencup, verpasste jedoch auch hier regelmäßig vordere Platzierungen.
Nachdem er im Januar 2009 im FIS-Cup erstmals unter die besten zehn sprang, bekam er Ende Januar in Titisee-Neustadt erstmals die Chance im Skisprung-Continental-Cup zu starten. In beiden Springen verpasste er mit den Plätzen 37 und 41 die Punkteränge. Im Verlauf des Jahres 2009 konnte er seine Leistungen im Junioren-Bereich sowie im FIS-Cup steigern und erreichte mehrmals das Podium. Ab Ende Januar 2010 startete er fest im Continental Cup und erreichte ab dem ersten Springen in Iron Mountain die Punkteränge. Am Ende konnte er mit 31 Punkten den 91. Platz in der Gesamtwertung belegen.
Auch zum Start der Continental-Cup-Saison 2010/11 erreichte er vermehrt Punkteränge, so dass er am 8. Januar in Harrachov erstmals für die Qualifikation zu einem Springen im Skisprung-Weltcup nominiert wurde. Überraschend erreichte er den 22. Platz in dieser Qualifikation. In den beiden Springen schaffte er auf Anhieb den Sprung in die Top 30 und somit in den zweiten Durchgang. Mit den Plätzen 26 und 23 gewann er seine ersten Weltcup-Punkte. Wenige Wochen später war er beim Skifliegen in Oberstdorf wieder im Weltcup am Start, verpasste jedoch die Qualifikation. Auch beim Skifliegen in Vikersund war er am Start. Dabei schaffte er zwar die Qualifikation, verpasste aber in beiden Wettbewerben den zweiten Durchgang und somit weitere Weltcup-Punkte. Am Ende der Saison 2010/11 belegte er im Gesamtweltcup den 62. Platz sowie in der Skiflugwertung den 45. Platz. Im Continental Cup belegte er am Ende mit 129 Punkten den 49. Platz.
In der Sommersaison 2011 landete er am 31. Juli im französischen Courchevel als Dritter erstmals auf dem Podium eines Continental-Cup-Springens. Ein gutes Jahr später konnte er am 10. August 2012 im finnischen Kuopio seinen ersten Sieg in diesem Wettbewerb erzielen.

## Erfolge

### Continental-Cup-Siege im Einzel
| Nr. | Datum           | Ort    | Typ           |
| --- | --------------- | ------ | ------------- |
| 1.  | 10. August 2012 | Kuopio | Normalschanze |

## Statistik

### Weltcup-Platzierungen
| Saison  | Platz | Punkte |
| ------- | ----- | ------ |
| 2010/11 | 62.   | 013    |
| 2013/14 | 36.   | 140    |
| 2014/15 | 73.   | 006    |
| 2017/18 | 53.   | 014    |

### Grand-Prix-Platzierungen
| Saison | Platz | Punkte |
| ------ | ----- | ------ |
| 2011   | 71.   | 010    |
| 2012   | 20.   | 109    |
| 2014   | 42.   | 048    |
| 2018   | 49.   | 029    |